# 4647 Syuji
4647 Syuji (1931 TU1) là một tiểu hành tinh vành đai chính được phát hiện ngày 9 tháng 10 năm 1931 bởi K. Reinmuth ở Heidelberg.